# Tours-i Szent Gergely
Tours-i [ejtsd: 'túri'] Szent Gergely, Gregorius Turonensis (Averna, [a mai Clermont-Ferrand területén] 538. vagy 539. november 30. – Tours, 593. vagy 594. november 17.) latin nyelven író középkori frank egyházi író, Tours püspöke 573-tól haláláig.

## Élete és működése
Gall-római senatori rangú családban született. Eredetileg Georgius Florentius volt a neve, de később egyik őse, Gergely langres-i püspök tiszteletére felvette a Gergely nevet. Apját korán elveszítette, ezért nagybátyja Gallus clermont-i püspök nevelte istenfélő szellemben. Gallus halála után Avitus clermont-i püspök oktatta a Szentírásra. A világi tudományok kimaradtak a tanulmányai közül; ezt Gergely utóbb ugyancsak hiányolta. Betegsége miatt Tours-ba zarándokolt Szent Márton sírjához, és ott nyert gyógyulást; ez az esemény fordította végképp az egyház felé.
Euphronius tours-i püspök halála után 573-ban Gergely lett az utódja, és hivatalából és munkásságából adódóan a Meroving birodalom egyik legbefolyásosabb egyházi személyévé vált. Püspökként számos munkát írt, ezek közül a legjelentősebb az 591-ben befejezett Historia francorum (’A frankok története’).
A mű 10 könyvből áll, az utolsóban maga Gergely felsorolja az általa addig írt könyveket - itt a történeti munkájára, mint "Korunk története 10 könyvben" nevet adta. A későbbi korok azonban kigyűjtötték a frankokra vonatkozó részeket, és ezeket nevezték el a "Frankok történetének", ami később az egész mű megnevezésére átterjedt. E jelenség összefügg a különböző néptörténetek megjelenésével, illetve népszerűségével - gondolhatunk itt például Paulus Diaconus Longobard történetére, illetve Iordanes korábbi Gót történelmére. Gergely műve azonban nem csak a frankokra koncentrál - célja Gallia keresztény társadalmának bemutatása.
A Frankok története cím súlyosan félrevezető. Püspök lévén Gergelyt mindenekfelett a bűn és az érte járó büntetés érdekelte, s nem az etnikai hovatartozás. Amikor saját korának történetét írta, valójában arról gondoskodott, hogy - legyen szó frankokról vagy rómaiakról - a tehetős bűnösök megérdemelt büntetése sokáig emlékezetes maradjon. Bőséges anyag állt rendelkezésére: mintegy harminc politikai személyiség erőszakos haláláról számol be, sokszor bámulatos részletességgel. Mindannyian azért értek rossz véget, mert megsértették Istent és az Ő szentjeit. A frank tábornokot, Guntram Bosót például annyi lándzsa döfte át, hogy összeesni is képtelen volt. Gergely azt is tudta, miért. Bár időnként feltámadt benne a keresztény vallásosság, Guntram egy pogány jósnőtől is tanácsot kért és erre ráfizetett
Gergely Orosius és Szent Ágoston nyomán azt igyekszik bemutatni, hogy az Istentől való eltávolodás hogyan vezet katasztrófához. Az I. könyvben forrásai közül meg is említi Ágostont, Orosiust - valamint Euszebioszt, Victorinust, Szent Jeromost és természetesen a Bibliát. Művében elszórtan találkozhatunk azonban egyéb írókra, így például Sidonius Apollinarisra történő hivatkozásokkal.
Korának számos irodalmi figurájával állt kapcsolatban, így például Venantius Fortunatusszal is.

## Ismertebb epizódok

### A soissoni kehely
"Ebben az időben Chlodovechus serege számos egyházat kifosztott, mivel ő maga ekkor még a pogány tévelygéseknek volt a rabja. Tehát valamelyik templomból egy csodálatosan nagy és szép kelyhet ragadott el az ellenség az egyházi szolgálat egyéb ékességeivel együtt. Ennek az egyháznak a püspöke pedig a királyhoz küld, és azt kéri, hogyha már mást nem kaphat vissza a szent edényekből, legalább azt a kelyhet kaphassa vissza az egyház. Mikor a király ezt hallotta, így szólt a követhez: „Gyere utánunk Sexonae-ba, mert ott fogjuk szétosztani mindazt, amit szereztünk. És ha a sors nekem juttatja azt az edényt, teljesítem a szentatya kérését.” Szavaival az előbbi kehelyre célzott. Mikor a király ezeket mondotta, a józanabb gondolkodásúak így válaszoltak: „Mindaz, amit itt látunk, a tied dicső királyunk, de még mi magunk is uralmad alá tartozunk. Most tehát tégy tetszésed szerint, hiszen senki sem szegülhet ellen hatalmadnak.” Mikor pedig ezek így beszéltek egy könnyelmű, gyűlölködő, hirtelen haragú ember hangos kiáltással magasba emelte harci bárdját, belevágta a kehelybe és így szólt: „Ebből ugyan nem kapsz, csak amit  igaz úton kisorsolunk.” Erre mindenki elámult, de a király szelíd tűréssel magába fojtotta a sérelem miatt érzett neheztelését. Fogta a kelyhet, visszaadta az egyházi küldöttnek, de lelke mélyén nem feledkezett meg a sértésről.

Egy év elteltével megparancsolta, hogy egész serege teljes fegyverzetben vonuljon fel és Mars mezején mutassa meg fegyvereinek csillogását. Miközben végigjárta a sorokat és odaért a kehely széthasítójához, így szólt hozzá: „Senki sem hanyagolta el fegyvereit úgy, mint te. Nem is jó a te dárdád, kardod meg bárdod semmire!” Ezzel kikapta kezéből harci bárdját és a földhöz vágta. Mikor az egy kissé lehajolt, hogy (bárdját) felvegye, a király magasba lendítette karját és csatabárdjával széthasította a fejét. „Ezt tetted te is Sexonae-ban (Soisson) azzal a kehellyel” – mondotta. Így pusztult (megsértője), a többieket pedig hazaparancsolta, de tettével nagy félelmet keltett maga iránt."
A történet a frank királyi hatalom megerősödéséről és a korábbi, ún katonai demokrácia állapotának megszűnéséről szól. Az ókori és a középkori társadalom viszonyai között, a nemzetközi jog által nem szabályozott konfliktusok korszakában egy társadalom túlélése szempontjából létfontosságú volt, hogy minél több katonát tudjon kiállítani - ez viszont azzal is járt, hogy a katonáskodó rétegek beleszólhattak a társadalom ügyeinek intézésébe. Ez figyelhető meg a görög poliszdemokrácia, illetve a városállami keretek között működő Róma történelmében: a társadalom vagyoni rétegződése egyenlő volt a katonai státussal, amiből pedig egyenesen következtek az eltérő politikai jogosultságok - lásd például lovagok, hopliták stb. Az elv az volt, hogy aki többet tesz a társadalom védelméért, annak több joga van. A törzsi fejlettség szintjén álló germán társadalmakban is hasonló figyelhető meg: a szabad státus egyenlő volt a katonai képesség meglétével, ez viszont azt is jelentette, hogy a katonák egyenlő mértékű beleszólást követeltek a zsákmány elosztásába, illetve a közügyek intézésébe. A bomló germán törzsi társadalom viszonyai közepette azonban szokássá vált, hogy időről időre egy vezért választottak, aki természetesen törekedett a vezéri, majd királyi hatalmát saját családjában átörökíteni. Ez természetesen időről-időre a többi katona ellenállásába ütközött - egy ilyen konfliktus leírását látjuk. A nehézlovas harcmodor elterjedésével azután egyre kevesebb szabad engedhette meg majd magának, hogy katona legyen, így ezek többen állítottak ki és tartottak el egy lovast. A helyzet később állandósult, a katona nemessé, az őt eltartók pedig jobbággyá váltak - ez a feudalizmus csírája. A katona a vérével adózott a közösségnek, a jobbágy a munkájával. Idővel persze ez is változott, egyes helyeken megjelent ugyanis az ún. pajzspénz (scutagium), ami azt jelentette, hogy a nemes is megválthatta a katonai szolgálatát.
Gergely korában azonban még továbbra is szükség volt a törzs többi tagjának katonáskodására. A katonai státus, a katonai képesség meglétét rendszeresen ellenőrizték: ez volt a szövegben is említett Campus Martius, Mars mezei seregszemle. Gergely néhány dolgot félreértett: a seregszemlére nem feltétlenül egy meghatározott helyen, Mars mezején került sor, hanem Mars hónapjában, azaz márciusban - ez volt az ún. márciusi mezők szokása. A másik félreértése, hogy a harcos nem bosszúból semmisíti meg a kelyhet. Számos sírban találtak ugyanis ugyanilyen módon széthasított ötvösműveket - a hasítás egyszerűen csak a közös zsákmány felosztásának az egyik módja volt. A történetben szereplő harcos tehát jogszerűen járt el, mikor kettévágta a kelyhet, a király ugyanis a szokásjog szerint a zsákmányelosztásnál primus inter pares volt, tehát formailag egyenértékű a többiekkel. A király viszont formailag szintén jogszerűen járt el, mikor megbüntette hanyag katonáját.

### Chlodvig megkeresztelkedése és megkoronázása
II. könyv, 30. A királyné  pedig nem szűnt meg sürgetni férjét, hogy ismerje meg az igaz Istent és  tagadja meg a bálványokat. De (Chlodovechus) semmiképpen sem akart az igaz hitre térni, mígnem egyszer háborúba keveredett az alamannokkal; amikor a szükség arra kényszerítene, hogy megvallja azt, amit korábban szántszándékkal tagadott. Az történt, hogy amikor a két hadsereg hevesen  összeütközött és nagy vérontás támadt, Chlodovechus katonái már ingadozni kezdtek. Amikor ő ezt látta, szemeit az ég felé emelte, szívét  elszorította a felindulás, szemei megteltek könnyel és így szólt: „Jézus Krisztus Chlotchildis azt mondja te az élő Isten fia vagy és segítséget adsz a szorongatottaknak és győzelmet azoknak, akik benned bíznak, alázatosan könyörgök a te hatalmas segítségedért. Ha győzelmet adsz nekem ezen ellenségeim felett és megmutatod hatalmad, amellyel a nevedet viselő nép dicsekszik, hinni fogok benned és megkeresztelkedem a  te nevedben. Mert imádkoztam isteneimhez, de azok, amint látom cserbenhagytak engem, azért úgy vélem, hogy tehetetlenek, mert nem tudják azokat megsegíteni, akik nekik szolgálnak. Hozzád fordulok tehát és hinni akarok benned, de előbb ragadj ki ellenségeim kezéből.” És midőn ezt mondta, az alamannok hátat fordítottak és futni kezdtek. Midőn pedig látták, hogy királyuk elesett, meghódoltak Chlodovechusnak, és így szóltak: „Ne engedd, hogy népünkből több elpusztuljon, hiszen a tieid (a te alattvalóid) vagyunk.” Akkor Chlodovechus beszüntetvén a harcot, a népet (az alamannokat) hatalma alá vetette és békében hazatért. A királynénak pedig elbeszélte, hogy miként hívta segítségül Krisztus nevét és nyerte el a győzelmet. Ez uralkodásának tizenötödik évében történt.

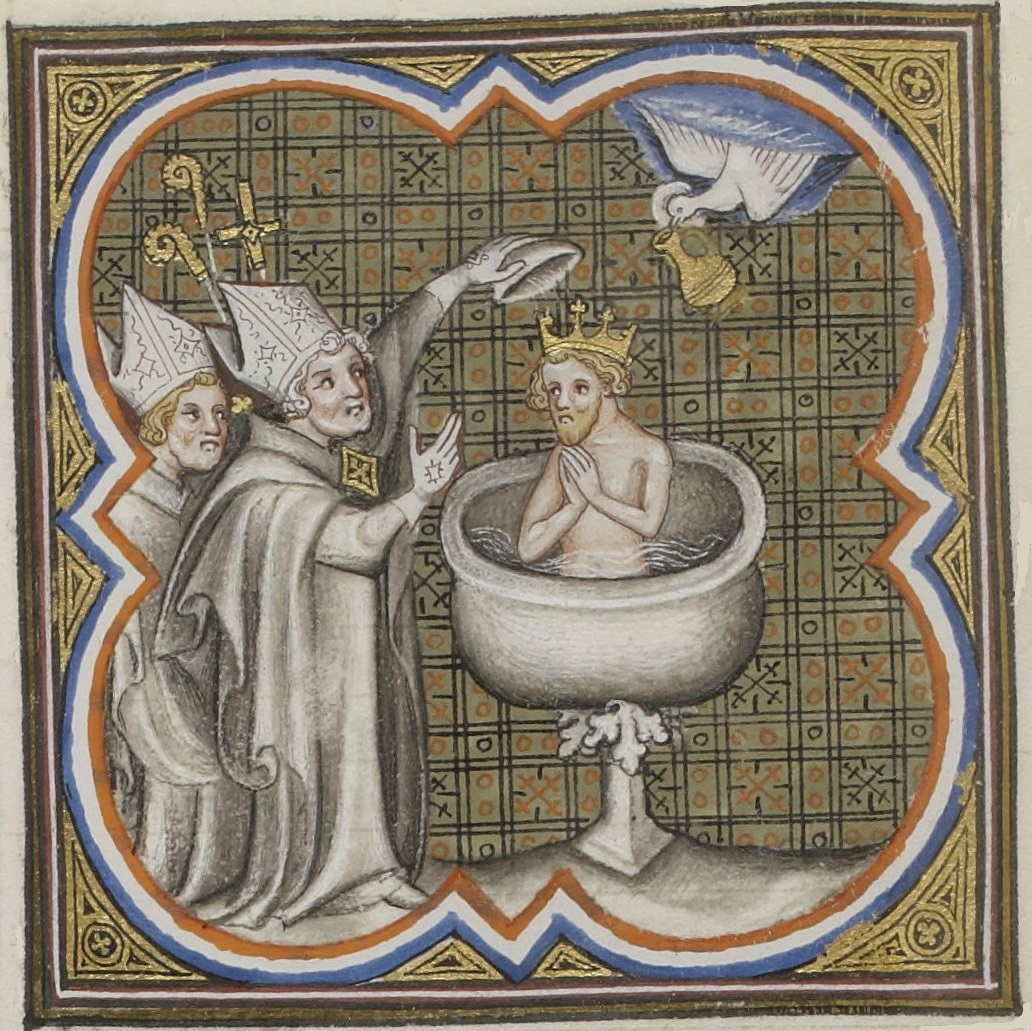
Klodvig megkeresztelése

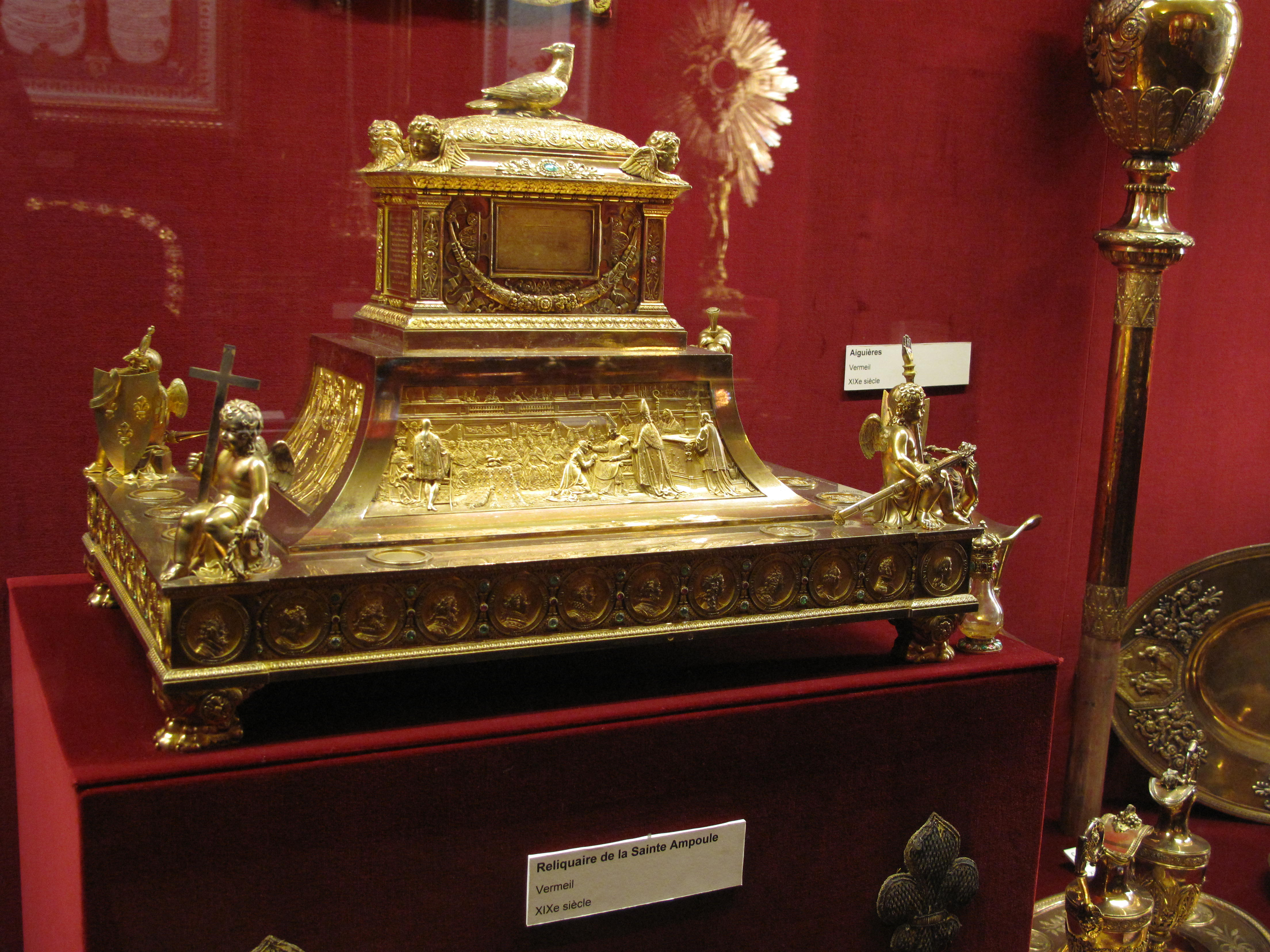
Szent Remigius olajtartója (Szent Ampulla)

II. könyv 31. Akkor a királyné titokban odahívatja Szent Remigiust, Reims város püspökét és kéri, hogy ismertesse meg a királlyal a megváltás igéjét. A pap magához kérette (a királyt) és négyszemközt kezdte rábeszélni, hogy az igaz Istenben, mennynek és földnek teremtőjében higgyen, a bálványokkal pedig ne törődjék, hiszen azok nem lehetnek hasznára sem neki, sem másnak. (A király) pedig így szólt: „Szívesen hallgatnék szavadra, szentséges atyám, csak az tart vissza, hogy a nép, amely engem követ, nem tűri, hogy elhagyjuk az ő isteneit. De megyek és beszélek velük a te igéid szerint.” Mikor pedig együtt volt népével, még mielőtt szólt volna, Isten hatalmának sugalmazására az egész nép egyhangúlag így kiáltott fel: „Halandó isteneinket elvetjük magunktól, jámbor király, és készek vagyunk követni a halhatatlan istent, akit Remigius prédikál.”
Hírül adják ezt a püspöknek, aki nagy örvendezve mindjárt előkészítteti a keresztelő medencét. Tarka szőnyegekkel díszítik az utcákat, a templomokat fehér függönyökkel ékesítik, keresztelőhelyiséget rendeznek be, illatszereket hintenek, csillognak az illatot árasztó gyertyák, és az egész templomot a keresztelőhelyiséggel együtt isteni szagok töltik be. Isten a megjelentekkel annyira éreztette kegyelmét, hogy szinte a Paradicsom illatai között képzelték magukat. A király pedig azt kérte a főpaptól, hogy őt keresztelje meg elsőnek. Odajárul az új Constantinus  a keresztvízhez, hogy megszabaduljon a bélpoklosság régi betegségétől, és hogy régi tetteinek szennyes foltjait a megújító vízzel lemossa. Mikor odalépett a keresztelőmedencéhez, Isten szentje ezeket mondta ékesszóló szájával: „Megszelídülve hajtsd le fejed, sigamber; imádd, amit eddig felgyújtottál, gyújtsd fel, amit eddig imádtál!”

A  szent életű Remigius püspök pedig kiváló tudású és főleg a szónoklat tudományában járatos férfi volt, de szentség dolgában is annyira kimagaslott, hogy Szilveszter (pápa) erényeivel vetekedhetett. Mert van most könyv, amely életét ismerteti és elmondja, hogy halottat is támasztott fel. Tehát a király vallást tett a mindenható isteni Szentháromságról, megkeresztelkedett az Atya a Fiú és a Szentlélek nevében, és felkenték a szent kenettel, Krisztus keresztjének jelével. Seregéből pedig több mint háromezren keresztelkedtek meg. Megkeresztelkedett az ő nővére Albofledis, aki nem sok idő múltán elköltözött az Úrhoz… Megtért Lanthechildis nevű másik nővére is, elhagyta az ariánus eretnekséget, megvallotta az egylényegű Atya Fiú és Szentlelket…
Az idézet jól mutatja a germánok és rómaiak egyesülésének és a francia királyi hatalom intézményesülésének kezdeteit. A Római Birodalom területére beáramló germánok keresztények voltak: harcias szellemiségüknek azonban nem felelt meg a hagyományos katolikus elképzelés, mely szerint isten fia a kereszten meghal, ezért az ariánus hitvallást fogadták el, mely azt állította, hogy Jézus csak hasonló lényegű az Atyával. Az arianizmus a germánok kvázi nemzeti vallásává vált. A birodalomban lakó rómaiak azonban katolikusok voltak, és a császári hatalom szertefoszlása után jórészt a helyi védelem, igazságszolgáltatás és közigazgatás megszervezését ellátó római katolikus püspökök fennhatósága alatt álltak, mint amilyen Gergely maga is volt. A germán királyok érzékelték a fennhatóságuk alá tartozó népek eme kettéosztottságát, és egy részük igyekezett megőrizni a germánok különállását, amit az ún. germán és az ettől különálló római jogi jogkönyvek is tükröztek, mint pl. a Lex Romana Burgundionum, és a Lex Romana Visigothorum. A frankok azonban, hogy megszerezzék egész Gallia felett a fennhatóságot, kiegyeztek a helyi közigazgatást irányító és a romanizált lakosságot vezető római püspökökkel és rítust váltottak. Ezt meséli el a szemelvény.
A szöveg mindkét népcsoport kulturális hagyományaiba igyekszik beilleszteni az áttérés aktusát. A germán frankok számára Krisztus követésre méltó, mivel a királynak adta a győzelmet. A rómaiak számára pedig több motívum igyekezett megkönnyíteni a conversio elfogadását. Egyrészről a keresztény egyetemesség eszméje segített, másrészről pedig Gergely a király megtérésének motívumát Nagy Constantinus megtérése köré rendezte. Mint ahogy Nagy Constantin számára megjelent álmában az égi jel, mely szerint "E jelben győzni fogsz" és Krisztus segítséget adott a Milvius-hídi csatában, úgy Klodvig is Isten segedelmével nyert ütközetet. Maga a szöveg is, mint Új Konstantinra hivatkozik Klodvigra.
A szöveg a két közösséget vezető személy, a király és a püspök kiegyezését jelképező koronázási szertartás leírásával folytatódik, ami a francia királyok koronázási rítusának megalapozását jelenti: Gergely leírásának főbb elemei visszaköszönnek a francia koronázás szertartásrendjében. Ennek értelmében a koronázásra mindig Reimsben kellett, hogy sor kerüljön - amikor a százéves háborúban Reimset az angolok tartották ostrom alatt, Jean d'Arc-nak fel kellett szabadítania a várost, hogy VII. Károly megkoronázása érvényes legyen. Másrészről a koronázás aktusa közé tartozott a bibliai mintára, Dávid felkenésének mintájára a király megkenése a Szent olajjal, ami soha nem fogy ki, és amelyik csodálatos illatot áraszt magából. A felkenés aktusa folytán a király kiemelkedett a világiak köréből, és kvázi sacerdos, azaz pap lett. Megváltozott státusát jelzi, hogy a francia királyoknak ezután csodatévő erőt tulajdonítottak: a királyi érintés gyógyította a görvénykórt. "A király megérint, isten meggyógyít!" – Le Roi te touche, Dieu te guérit – így tartotta a francia néphit.
A katolikus rómaiak számára a frankok elfogadását segítő harmadik elem, hogy Gergely sigamberként hivatkozik Klodvigra, ezzel azonosítva a frank népet a klasszikus latin irodalomban is megjelenő sicamberekkel, mintegy megaranyozva a frankok származását. Hasonló figyelhető meg más népeknél is, például a magyaroknak hunokként, románoknak dákokként való emlegetésében is. A katolikusok támogatását és Gergely szimpátiáját végül az is kivívhatta, hogy Klodvig ezután adományt tett
a tours-i székesegyház és egyházmegye számára. Nem meglepő módon ezután a frankok – nyilvánvalóan a helyi katolikus rómaiak segítségével – legyőzték a gótokat, Klodvig kegyetlenkedései pedig szükségszerű isteni büntetésként jelentek meg Gergely ábrázolásában.

## További művei
További művei: Miraculorum libri VIII (’A csodák nyolc könyve’), De cursu stellarum (’A csillagok állásáról’). A zsoltárokhoz írt kommentárja (Commentarii in Psalmos) csak töredékekben maradt fenn. Fennmaradt még a szerzetesek életéről szóló Vitae Patrum ('Atyák élete') című műve.
Gergely e műveiből a középkori világkép egyes elemeit rekonstruálhatjuk. A csodákról szóló műve jelzi a születő szentkultusz jellegzetességeit: a szent romolhatatlan teste jelzi, hogy a világban ember- és természetfeletti erők is léteznek. A szent sírja ezek szerint összekötő kapocs az isteni és az emberi szféra között, a szent sírjánál történt csodák pedig méltóvá teszik a szent holttestét, hogy az emberi közösség közepén kapjon helyet, megszegve azt az ősidőkből származó tabut, hogy a holtat és az élőt szigorúan el kell különíteni, a holtat esetleg ki kell engesztelni, nehogy visszatérjen. A csodákról szóló műben kapott helyet a hét alvóról szóló legenda is, mely később toposszá válva nagy karriert futott be az európai irodalomban.
A csillagok állásáról szóló műve jelzi a szerzetesi munkafegyelem megjelenését és az értelmiségi ember számára előírt szigorú időbeosztás elterjedését. A középkor a csillagok állásából állapította meg a pontos időt - ehhez igazították a kolostorokban az imaórákat, emiatt kiemelkedő fontosságú volt, hogy a művelt ember ismerje és tudja értelmezni a csillagok állását. A csillagok állása ezen túlmenően a húsvétszámítás (computus) szempontjából is életbevágó volt, mivel az egyes keresztény rítusok eltérően számították a Megváltó kereszthalálának és feltámadásának ünnepét. Gergely korában a legnagyobb probléma ebből a szempontból az ír és a kontinentális katolikus egyház közötti számítási eltérés volt, melyet végül a 644-es whitby zsinat oldott fel: az írek áttértek a római számításra. A csillagászati ismeretek a hét szabad művészet közé tartoztak - ennek oktatásában fontos szerepet kapott Gergely műve, mely kiváló illusztrációkkal is segítette az olvasni tudókat.
Gergelyt a római katolikus egyházban szentként tisztelik; ünnepnapja november 17.

## Művei magyarul
- Tours-i Gergely: Korunk története. A frankok története. Ford.: Adamik Tamás és Mezey Mónika. Kalligram, Pozsony, 2010, ISBN 9788081013232, 678 p (tartalomjegyzékː )